# La Rochefoucauld, Charente

La Rochefoucauld este o comună în departamentul Charente, Franța. În 1 ianuarie 2018 avea o populație de 2.911 de locuitori.